# Президентские выборы в Сальвадоре (1962)
Президентские выборы в Сальвадоре проходили 30 апреля 1962 года. Единственным кандидатом был Хулио Адальберто Ривера Карбальо от правоконсервативной Партии национального примирения, который был избран президентом.

## Результаты
| Кандидат                           | Партия                             | Голоса  | %   |
| ---------------------------------- | ---------------------------------- | ------- | --- |
| Хулио Адальберто Ривера Карбальо   | Партия национального примирения    | 368 801 | 100 |
| Недействительных/пустых бюллетеней | Недействительных/пустых бюллетеней | 31 317  | -   |
| Всего                              | Всего                              | 400 118 | 100 |
| Источник: Nohlen                   |                                    |         |     |